# امان‌الله عامری
امان‌الله عامری معروف به امان‌الله‌خان از سیاستمداران ایرانی بود، که در دوره‌  نوزدهم بعنوان نماینده کرمان  در مجلس شورای ملی حضور داشت.

## زندگی‌نامه
امان‌الله خان عامری فرزند سردار مجلل و  قمرالملوک اسفندياری در تاريخ ١٣ مهر ١٢٩٢ در شهر کرمان چشم به جهان گشود.تحصیلات ابتدایی را در ایران گذراند و سپس برای ادامه تحصیل به پاریس رفت ولی به دليل شروع جنگ جهانی دوم دانشکده را ناتمام رها کرده و در سال ١٣١۶ به ايران بازگشت. او در دوره نوزدهم به نمایندگی از مردم کرمان وارد مجلس شد. سرانجام امان الله عامری در تاریخ ٢۶ مردادماه ١٣٨١ چشم از جهان فروبست.

## دوران پس از انقلاب
در كتاب فرزند كرمان، نگاهي به زندگينامه، خاطرات و گزيده اي از مقالات محمد دهش كه توسط انتشارات نورسخن در تهران منتشر شده است، چنين آمده است:
ايشان يكي از كارهاي مهمي كه در اين دوره انجام داد، خودداري از مصادره اموال امان الله خان عامري از ملاكين و متمولين شهر كرمان بود كه در انتهاي نامه اي به شماره ٤٥٣ مورخ ٢٥ آبان ١٣٦٩ خطاب به دادستان انقلاب اسلامي وقت كرمان چنين مي نويسد:
"ضمن اظهار تشكر از اينكه اين دفترخانه مورد توجه شما و سازمان ثبت اسناد و املاك كشور و مديريت كل ثبت استان كرمان بوده، حكم شماره ١٤٧١ مورخ ٨/٨/ ١٣٦٩ براي اينجانب صادر و منضم به فتوكپي حكم مصادره اموال آقاي امان الله عامري به اين دفترخانه ارسال گرديده است. با امعان نظر بر شرافت و وجدان خود و قانون و اينكه سردفتر مكلف نمي باشد هر سندي را ثبت نمايد و در ثبت سند مخير مي باشد نه مكلف، لذا از انجام مندرجات حكم فوق الذكر معذورم زيرا ناراحتي وجدان روح و قلب مرا رنج مي دهد٠"
بااحترام
محمد دهش،
سردفتر اسناد رسمي شماره ٥١ جيرفت
فرزند كرمان نام كتابي است كه به زندگينامه، خاطرات و گزيده اي از مقالات محمد دهش از نامداران ايراني و از چهره هاي ماندگار ايران در دوران معاصر، مي پردازد.